# Pell Grant
Das Pell Grant-Programm ist ein staatliches Ausbildungsförderungsprogramm des U.S. Department of Education. Es soll als „bedürftig“ eingestuften Studienbewerbern ein (für gewöhnlich in den USA kostspieliges) Studium ermöglichen. Es wurde nach dem US-Senator Claiborne Pell benannt und hieß ursprünglich Basic Educational Opportunity Grant Program. Die Gewährung der Beihilfe erfolgt nach sehr strengen Kriterien, der sogenannten „financial need“-Formel.
Außerdem kann man einen limitierten Federal Pell Grant (Bundeszuschuss) erhalten, wenn man inhaftiert ist und an einem zugelassenen Bildungsprogramm für Gefängnisinsassen teilnimmt oder einer unfreiwilligen zivilrechtlichen Unterbringung unterliegt. Dies gilt jedoch nur, nachdem man eine Haftstrafe für eine sexuelle Straftat mit oder ohne Gewaltverbundenheit verbüßt hat.
Zusätzlich können qualifizierte Insassen einen Federal Supplemental Educational Opportunity Grant, kurz FSEOG, (deutsch: Bundeszuschuss für zusätzliche Bildungsmöglichkeiten) oder ein Federal Work-Study, kurz FWS, (deutsch: Bundesarbeitsstudienprogramm) als finanzielle Unterstützung erlangen. Beim FSEOG handelt es sich um einen finanziellen Zuschuss des US-Bildungsministeriums für bedürftige Studierende, um ihre Ausbildungskosten zu unterstützen, während der FWS Studierende ermöglicht, Teilzeitjobs anzunehmen, um ihre Ausbildungskosten zu decken.
Die Maximalförderung beträgt für 2025/2026 maximal $7.395 pro Jahr und verbleibt damit auf dem Niveau der Vorjahre 2023/2024 sowie 2024/2025. Die Festlegung erfolgte als Bestandteil des Gesetzespaket „Big Beautiful Bill“, das am 4. Juli 2025 nach Verabschiedung durch Repräsentantenhaus und Senat mittels der Unterschrift von Präsident Donald Trump rechtskräftig wurde. Diese Summe ist in der Regel für die Finanzierung eines Studiums bei Weitem nicht ausreichend. Lediglich ein Drittel der anfallenden Studiengebühren an öffentlichen Hochschulen kann hiervon bestritten werden.